# Коледна песен (новела)
Вижте пояснителната страница за други значения на Коледна песен.
„Коледна песен в прооза, или коледна история за духове“ (на английски: A Christmas Carol in Prose, Being a Ghost Story of Christmas), повече позната само като „Коледна песен“ (A Christmas Carol) е новела от Чарлз Дикенс. За първи път е публикувана на 19 декември 1843 г.
Произведението е сред най-разпознаваемите в творчеството на Дикенс. Главен герой е старият скъперник Ебенизър Скрудж. Той се интересува единствено от парите си. В нощта срещу Коледа го посещава духът на стария му съдружник Марли, който го предупреждава, че душата му е обречена, ако не се промени. След това го посещават духовете на миналите, настоящите и бъдещите коледи. Скрудж вижда своето минало, настояще и променя своя мироглед за заобикалящия го свят.
И в наши дни повестта е изключително популярна – адаптирана е многократно за кино, театър, опера, радио и телевизия.

## История
Между 1843 г. и 1848 г. Чарлз Дикенс публикува пет повести, специално посветени на Коледа: „Коледна песен в проза“ (1843 г.), „Камбаните“ (1844 г.), „Щурецът на огнището“ (1845 г.), „Битката за живота“ (1846 г.) и „Преследваният човек“ (1848 г.). И петте творби съставят сборник, наречен „Коледни песни“. На български са преведени всички творби без „Преследваният човек“.
Дикенс е смятал, че една трогателна история, показваща бедността и социална несправедливост, ще има много по-голямо въздействие, отколкото полемичен памфлет или есе.
За написването на коледните си истории Дикенс получава вдъхновение от собственото си детство, което е било тежко и унизително. За създаването на образа на Ебенизър Скрудж се е повлиял от този на баща си.

## Сюжет
Новелата е структурирана в пет части, наречени строфи, за да бъдат в съответствие със заглавието на сборника.

### Строфа първа
Нарича се още „Призракът на Марли“. Историята започва в една студена, мрачна и хапеща зимна вечер на 24 декември, ден преди Коледа и точно седем години след смъртта на Джейкъб Марли, бизнес партньорът на Ебенизер Скрудж – лихвар по професия. Скрудж е човек без добродетели – той е алчен и сребролюбив, скъперничеството му е отличителна черта. Той мрази Коледа и я нарича празник за лицемерните хора. Племенникът му Фред го кани на коледна вечеря, но Скрудж отказва. Отнася се грубо с двама джентълмени, които са дошли да потърсят дарение от него за храна на болни и бедни деца. Единственият „коледен подарък“, който прави е към нископлатения си служител Боб Крачит – почивен ден на Коледа.
В същата вечер, Скрудж е посетен от призрака на Джейкъб Марли, който е вечно прокълнат да се скита по земята и да влачи вериги след себе си, „ковани“ от алчност и егоизъм през целия му живот. Марли казва на Скрудж, че има само един шанс да избегне проклятието на бившия си съдружник. Той е следният: същата вечер ще бъде посетен от три призрака и трябва или да се вслуша в това, което те му показват, или е обречен да получи същата съдба като на бившия си партньор.

### Строфа втора
Нарича се още „Първият от трите призрака“. Първият призрак е призракът на отминалите Коледи. Той пренася Скрудж в детството му и му напомня, че и той навремето е бил мил и невинен. Сцените обрисуват самотното детство на Скрудж, отношенията със сестра му, коледното парти на първия му работодател г-н Фезуик, който се е отнасял с него като син. Призракът показва и раздялата на Скрудж с годеницата му Бел, която се разделя с него, защото е осъзнала, че той обича повече парите, отколкото нея.

### Строфа трета
Нарича се още „Вторият от трите призрака.“ Вторият призрак е призракът на предстоящата Коледа. Той показва на Скрудж как хората с радост купуват продукти за коледната вечеря, как хора празнуват Коледа в миньорска вила или в морски фар, отдалечени от семействата си, но незагубили коледния дух. Привидението пренася Скрудж в бедния дом на Боб Крачит, където въпреки сиромашката вечеря семейството се радва и се забавлява, тъй като са заедно. Вниманието на Скрудж е насочено към Тими, най-малкия син на Крачит, който е сакат и ако не му се помогне с финансови средства, няма да живее дълго. Когато Боб иска да вдигне тост за Скрудж, съпругата му го скастря и започва да лепва неприятни етикети за началника на съпруга си. Следващата сцена е в дома на племенника на Скрудж – Фред, където той вечеря с близките. Когато става дума за чичо му, той започва да говори с голяма нотка на състрадание към него. След това Фред и близките му започват да играят на развлекателни игри, а Скрудж гледа отстрани и се забавлява. Преди да изчезне, духът показва на Скрудж две измършавели деца, именувани Невежеството и Бедността. Призракът го съветва да се пази и от двете, но най-вече от момчето, защото вижда в него печата на Ориста, освен ако той не бъде заличен.

### Строфа четвърта
Нарича се още „Последният призрак“. Третият призрак е призракът на предстоящите Коледи. Това е единствният призрак без образ, а е заметнат с черно наметало. Първото нещо, което той му показва, е разговор между местни търговци, които се канят да ходят на погребение само ако е предвиден безплатен обяд. Следващата сцена ни показва как перачка, чистачка и погребален агент се опитват да изтъргуват вещи, които са били притежание на току-що починалия човек. След това призракът показва на Скрудж тъмна стаичка, в която лежи починал човек, покрит с чаршаф. Скрудж пита призрака дали някой се е развълнувал от смъртта на човека. Привидението веднага го пренася в разговор между съпрузи, които благодарение на смъртта на въпросния човек, на когото са били задължени, ще получат малко време, за да изплатят заемите си. След това Скрудж моли призрака да му бъде показана малко нежност, и е пренесен отново в дома на Боб Крачит. Семейството му е в траур заради смъртта на малкия Тими, които въпреки огромната загуба имат сили да продължат напред, защото са любящи и сплотени. Накрая Скрудж иска да знае две неща: дали това са събития, които ще се случат или биха могли да се случат, и кой е бил човекът, който са видели мъртъв. Призракът му посочва надгробна плоча, на която пише името на Ебанизер Скрудж. Той започва да иска милост и обещава, че ще почита с цялото си сърце Коледа и ще се опитва да я чества през цялата година само ако му бъде даден шанс да заличи написаното на надгробната плоча.

### Строфа пета
Нарича се още „Краят“. Скрудж се събужда с радост и любов в сърцето си. Вече е Коледа. Той прекарва деня със семейството на Фред и анонимно изпраща пуйка на семейството на Боб Крачит. На следващия ден Скрудж повишава заплатата на Боб Крачит и му казва, че ще помага на семейството му до края на живота си. Последното изречение от произведението е: „И така, както казва Мъничкия Тим, нека Бог благослови всички ни!“

## Литературни интерпретации
На дните около Коледа във Великобритания се гледа като на период на добра воля, като на време, когато човек трябва да си спомни за близките си и за всички други хора, време за веселие. Това се дължи почти напълно на духа на Дикенсовите коледни повести. В тях намираме характерното за този вид произведения – съчетание на действителното и възможното с измисленото и фантастичното. По същество повестите са израз на Дикенсовата мечта за разбирателство и любов между хората.
Те дават също израз на някои идеали, които са били от голямо значение за неговата съвременност. В допълнение към известното ни съчувствие към съдбата на бедните и онеправданите сега намираме нещо ново: няма ги вече добрите, човечни представители на буржоазията като Пикуик (от романа "„Посмъртните записки на клуба „Пикуик“"), като Никълъс Никълби и др. Както самият Дикенс обича да казва – „само бедните помагат на бедните, а богатите, с изключение на редки и изолирани случаи, се опитват само „да ги държат в подчинение“.
Скрудж от „Коледна песен“ е типично олицетворение на господстващите икономически идеи на времето, според които главните движещи сили в човека са егоизмът и стремежът към печалба. Целият живот на Скрудж е посветен на касата, тефтерите и сметките. Той си плаща данъците и с това смята, че изпълнява своите задължения към света и обществото. За него всички безработни са негодни и мързеливи. Това е пресушило естествената човещина у него. Той е самата студенина: от него „бюрото му ставаше мразовито, дори пред горещините“.

## Приемане в България
„Коледна песен“ се е превърнала във въплъщение на есенциалния Дикенс за българската читателска публика. Това е най-превежданата и най-често преиздавана творба на Дикенс в България. Изборът не е случаен. Първо, „Песента“ е най-популярното произведение на Дикенс въобще и в този план за българското ѝ приемане може да се каже, че не прави изключение. Второ, в българската литературна среда Дикенс почти не успява да си извоюва някакво по-значително приемно пространство чрез обемистите си произведения: не е достатъчно сензационен, нито достатъчно сантиментален и патетичен за целта. Елементът „история“ също не е сред ярките му творческо-концептуални среди.
Но „Песента“ е кратко произведение, приказно по характер и значително по смисъл, с което откликва на традиционните български сюжетни очаквания, а в по-конкретния период между световните войни се оказва годно да функционира и като детска литература. В добавка, алегорично-притчовото му съдържание го сродява с 2 силно изразени елемента от новобългарската литературна традиция – нравоучителния заряд и романтичния патос. А споменатото обстоятелство, че и в световен мащаб „Коледна песен“ е общоприета за емблематично Дикенсово произведение, показва, че гореизредените черти имат универсално въздействие върху читателската аудитория.

## Български преводи
„Коледна песен“ е първото произведение на Дикенс, преведено на български. Първият превод датира от 1859 г. и е поместен в сп. „Български книжици“. Преводът е незавършен и неточен. Публикуван е под заглавието „Светлое въскресение или Великден“. Трансформацията не е българско дело, а на руски школски първоизточник, от който е превеждано, и вероятно се е наложила заради някакво инцидентно неудобство, получило се вследствие на разминаванията в датировката между английската Коледа и източноправославното Рождество Христово, а името на Чарлз Дикенс отсъства.
Преводът на Нели Доспевска от края на 1940-те години се е наложил. Новите преводи на Атанас Найденов, а впоследствие и на Милена Трендафилова и Венера Атанасова, не допринасят с почти нищо. Ето сравнение на трите превода, като за пример е даден първият абзац от повестта:
Доспевска: „Марли беше мъртъв, това като начало. Няма абсолютно никакво съмнение. Документът за регистриране на погребението беше подписан от пастора, чиновника, собственика на погребалното бюро и главния опечален. Подписа го Скрудж. А името на Скрудж се уважаваше в търговския свят под каквото и да се подписваше той.“
Атанас Найденов: „Марли беше мъртъв – всичко започна с това. Нямаше никакво съмнение. Вписването му в регистъра на починалите беше подписан от свещеника, неговия помощник, погребалния агент и главния опечален, а това бе самия Скрудж. Подписът му имаше тежест в търговския свят, не бяха малко нещата, върху които той беше сложил дългата си ръка.“
Милена Трендафилова и Венера Атанасова: „Ще започна с това, че Марли беше мъртъв. Нямаше никакво съмнение. Свидетелството за смъртта му беше подписано от свещеника, собственика на погребалното бюро и главния опечален. Да, Скрудж го подписа, а неговият подпис се ползваше с авторитет под какъвто и документ да беше поставен.“

## Адаптации
Повестта е адаптирана безброй пъти за филми, опера, балет, спектакли на Бродуей – мюзикъли, анимации и др.

### Известни филмови адаптации
- „Скрудж“ (1970) – филм мюзикъл. В ролята на Ебенизер Скрудж е Албърт Фини, а в ролята на духа на Джейкъб Марли – Алек Гинес. Режисьор е Роналд Неъм.
- „Коледната песен на Мъпетите“ (1992) – американски игрален филм, в който участие взимат известните кукли – Мъпетите. В ролята на Скрудж е Майкъл Кейн, а останалите персонажи се изиграват от куклите – Жабокът Кермит (Боб Крачит), Мис Пиги (Г-жа Крачит), Гонзо и др. Режисьор е Брайън Хенсън.
- „Коледна песен“ (1999) – телевизионна адаптация. В ролята на Ебенизер Скрудж е Патрик Стюарт. Това е първата адаптация на повестта, в която се използват дигитални ефекти.
- „Коледна песен“ (2009) – анимационна екранизация на повестта от Чарлз Дикенс. Скрудж и призраците на миналите, настоящите и предстоящите Коледи са озвучени от Джим Кери, Боб Крачит от Гари Олдман, Фред от Колин Фърт. Режисьор сценарист е Робърт Земекис. Анимацията се прожектира по кината в 3D формат.

### Филми по мотиви от новелата
- „Животът е прекрасен“ (1946)  – Филмът разказва историята на Джордж Бейли (Стюърт), обезсърчен бизнесмен обхванат от тежки мисли за самоубийство в навечерието на Коледа. В този тежък момент му се явява неговият ангел-хранител, който му показва как би изглеждал изминалият живот, в случай че Бейли не съществуваше.
- „Призраци на бивши гаджета“ (2009 г.) – Историята се върти около фотографа Конрад Мийд в ролята (Матю Макконъхи), който е известен с умението си да завърта главите на жените, които снима, и след кратка авантюра да ги зарязва. Той се опитва да убеди по-малкия си брат да не се жени, защото смята булката за неподходяща, но вечерта преди церемонията няколко духа посещават фотографа, показвайки му как би изглеждал самотният му живот ако не промени нещо в поведението си.
- „Скъперникът“ – Франк Крос е дал всичко, за да направи кариера. Дори е скъсал с любимата си, за да се издигне по служебната стълба от дребен служител до генерален директор на голяма телевизионна компания. Той успява да стане богат и известен човек, но човешкото в него си отива за сметка на професионалния успех: той няма нито жена, нито приятелка, отнася се пренебрежително към хората, без да дава пет пари за тях и друг живот сякаш не му е нужен. Преди Коледа, докато подготвя грандиозната съвременна постановка „Скрудж“ (препратка към Дикенс), му се явяват три призрака – духа на миналите Коледи, духа на настоящата Коледа и духа на бъдещите Коледи. И точно на тях им предстои да втълпят във вкочанената глава на Франк, колко ненужен и погрешен е живота му.

### Телевизионни сериали
- „Коледна песен“ (1999), мексиканска юношеска теленовела, състояща се от 14 епизода, режисирана от Алфредо Гурола и продуцирана от Еухенио Кобо за „Телевиса“.